# Presidenti degli Stati Federati di Micronesia
I presidenti degli Stati Federati di Micronesia dal 1979 ad oggi sono i seguenti.

## Lista
| Presidente | Presidente | Presidente           | Partito      | Mandato         | Mandato         |
| Presidente | Presidente | Presidente           | Partito      | Inizio          | Fine            |
| ---------- | ---------- | -------------------- | ------------ | --------------- | --------------- |
|            |            | Tosiwo Nakayama      | Indipendente | 11 maggio 1979  | 11 maggio 1987  |
|            |            | John Haglelgam       | Indipendente | 11 maggio 1987  | 11 maggio 1991  |
|            |            | Bailey Olter         | Indipendente | 11 maggio 1991  | 8 novembre 1996 |
|            |            | Jacob Nena           | Indipendente | 8 novembre 1996 | 11 maggio 1999  |
|            |            | Leo Falcam           | Indipendente | 11 maggio 1999  | 11 maggio 2003  |
|            |            | Joseph John Urusemal | Indipendente | 11 maggio 2003  | 11 maggio 2007  |
|            |            | Emanuel Mori         | Indipendente | 11 maggio 2007  | 11 maggio 2015  |
|            |            | Peter M. Christian   | Indipendente | 11 maggio 2015  | 11 maggio 2019  |
|            |            | David W. Panuelo     | Indipendente | 11 maggio 2019  | 11 maggio 2023  |
|            |            | Wesley Simina        | Indipendente | 11 maggio 2023  | in carica       |